# Luftwaffe
A Luftwaffe foi o ramo aéreo da Wehrmacht durante a Alemanha Nazista. Fundada em 1933, mas formada apenas em 1935, foi responsável pelo cumprimento de missões aéreas internas e externas. Nessas actividades, participou na Guerra Civil Espanhola e na Segunda Guerra Mundial, na qual combateu até ao cessar de hostilidades.
Os dois ramos aéreos do Império Alemão durante a Primeira Guerra Mundial, a Luftstreitkräfte do Exército Imperial e a Marine-Fliegerabteilung da Marinha Imperial, foram dissolvidos em 1920. Isto aconteceu devido aos termos impostos à Alemanha pelo Tratado de Versalhes, que estipulava que a Alemanha ficaria proibida, por tempo indeterminado, de constituir uma força aérea.
Durante o período entreguerras, a República de Weimar, em violação do tratado, permitiu que cidadãos alemães recebessem instrução de voo e pilotagem na Base Aérea de Lipetsk. Com a ascensão dos nazis no governo alemão e consequente repudiação do Tratado de Versalhes, uma nova força aérea foi formada no dia 26 de fevereiro de 1935. Com o despoletar da Guerra Civil Espanhola, a Luftwaffe destacou a Legião Condor para combater pela Espanha Nacionalista. Este conflito tornou-se num campo de testes para novas doutrinas e tácticas da jovem Luftwaffe, assim como para testar antigos e novos conceitos e aeronaves. Com efeito, a Luftwaffe era a força aérea mais sofisticada, tecnologicamente avançada e com mais experiência bélica quando, em 1939, a guerra se iniciou na Europa. No verão de 1939, a Luftwaffe tinha 28 Geschwaders (asas) e aproximadamente 3 650 aviões de combate.
A Luftwaffe foi essencial nas vitórias alemãs pela Polónia e na Europa Ocidental. Durante a Batalha de Inglaterra, embora tenha causado enormes danos materiais à Força Aérea Real e às cidades britânicas durante o Blitz, foi incapaz de alcançar uma vitória. Posteriormente, em retaliação, os bombardeamentos aliados a partir de 1942 começaram gradualmente a destruir as instalações da Luftwaffe. Na União Soviética, no sul da Europa e no norte de África, o ramo aéreo alemão também prestou serviços essenciais para o avanço germânico. Apesar do uso de aeronaves a foguete e a jato para interceptar as formações aliadas, a Luftwaffe foi simplesmente esmagada em termos do número de aeronaves que conseguia fabricar e pilotos que conseguia formar, nunca conseguindo alcançar o ritmo de produção e formação dos aliados. Numa última tentativa de conseguir superioridade aérea, uma campanha foi lançada durante a fase final da Batalha das Ardenas, na qual embora os pilotos da Luftwaffe voassem mais horas e mais missões que os seus semelhantes aliados, não conseguiram alcançar superioridade. Com uma escassez cada vez maior de recursos como o petróleo, óleo e lubrificantes, a Luftwaffe deixou de ser uma força de combate eficaz. Depois da derrota do III Reich, foi dissolvida pelo Conselho de Controlo Aliado, juntamente com a Wehrmacht, em agosto de 1946.

## Origens

### Primeira Guerra Mundial
O precursor da Luftwaffe foi fundado em 1910 com o nome Die Fliegertruppen des deutschen Kaiserreiches, frequentemente abreviado para Fliegertruppe. Esta força aérea foi rebaptizada Luftstreitkräfte a 8 de outubro de 1916. As missões e batalhas aéreas da Luftstreitkräfte na Frente Ocidental desempenharam um forte papel na história inicial da aviação militar, tendo produzido lendas da aviação como Manfred von Richthofen, conhecido como o Barão Vermelho, Ernst Udet, Oswald Boelcke, Werner Voss, entre muitos outros. Muitos pilotos e militares serviriam mais tarde na Luftwaffe, sendo o exemplo mais famoso o de Hermann Göring, que havia sido piloto e sucessor de Richthofen na Jagdgeschwader 1, que se tornaria no comandante máximo e um dos organizadores da Luftwaffe, juntamente com Erhard Milch.
Com o Armistício, os ramos aéreos alemães foram dissolvidos no dia 8 de maio de 1920, sob as condições impostas pelo Tratado de Versalhes, que também ordenava a destruição de todas as aeronaves militares da Alemanha.

### Período entreguerras
Visto que o Tratado de Versalhes proibia a Alemanha de ter uma força aérea, cidadãos alemães receberam instrução de voo e pilotagem em secretismo. Inicialmente, as escolas de aviação civil foram usadas para treinar pilotos, porém apenas aeronaves ligeiras de instrução podiam ser usadas, para manter a aparência de que estes alunos seriam futuros pilotos de companhias aéreas como a Deutsche Luft Hansa. Para treinar os seus pilotos em aeronaves de combate, a Alemanha solicitou apoio à sua futura inimiga, a União Soviética, que se mantinha longe da órbita europeia. Uma base aérea secreta foi criada nas imediações da cidade soviética de Lipetsk, em 1924, que operou durante 9 anos usando aeronaves holandesas, soviéticas e algumas alemãs, antes de ser encerrada em 1933. Esta base era oficialmente conhecida por 4º Esquadrão da 40ª Asa do Exército Vermelho. Centenas de pilotos da futura Luftwaffe e pessoal de tripulações em terra visitaram, estudaram e foram treinados em diversas bases aéreas soviéticas um pouco por todo o território russo.

Os primeiros passos para a formação da Luftwaffe foram dados poucos meses após a nomeação de Adolf Hitler como Chanceler da Alemanha. Herman Göring, às da aviação (22 vitórias) e sucessor de Richthofen, foi nomeado Comissário Nacional para a Aviação, com Erhard Milch como seu vice. Em abril de 1933, o Ministério da Aviação do Reich (RLM) foi criado. O RLM estava encarregue do desenvolvimento e produção de aeronaves, e rapidamente a Base Aérea de Rechlin tornou-se um campo de testes. A 25 de Março de 1933, a Deutscher Luftsportverband (DVLA) absorveu todas as organizações públicas e privadas de aviação, mantendo-se ainda como organização desportiva. A junção de todas as organizações aéreas civis e militares sob a alçada do RLM deu-se a 15 de maio de 1933, data esta que se tornou o nascimento 'oficial' da Luftwaffe. Muitos membros do Nationalsozialistisches Fliegerkorps (NSFK - Corpo de Aviadores Nacional-Socialistas) foram transferidos para a Luftwaffe. Como todos os membros do NSFK estavam filiados ao Partido Nacional-Socialista, estes, ao serem transferidos para a Luftwaffe, deram à mesma uma forte carga ideológica, em contraste ao outros ramos da Wehrmacht. Göring teve um papel muito importante na construção da Luftwaffe entre 1933 e 1936, porém deixando de ser protagonista no desenvolvimento da mesma até 1937, tendo Milch sido ministro de facto até 1937.

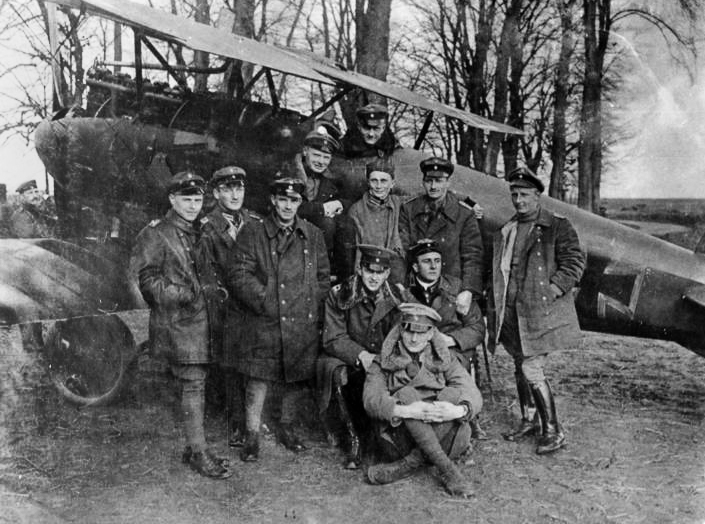
Manfred von Richthofen com outros membros da Jasta 11, em 1917.

A ausência de Göring no planeamento e produção trouxe ar fresco à Luftwaffe. Göring tinha conhecimentos muito limitados sobre a aviação da época, havia pilotado pela última vez em 1922, e não se mantinha atento a novas tecnologias; ele também não acompanhou a evolução das técnicas de combate, campo que ele deixou para outros mais competentes. O Comandante-em-chefe afastou-se da organização e construção da Luftwaffe, altura em que Erhard Milch ganhou importância. Contudo Göring, que fazia parte do círculo interno de Hitler, continuou a ser uma figura importante para desbloquear verbas para material e armamento para o equipamento da Luftwaffe.
Outra figura importante na construção do poderio aéreo alemão nesta altura era Helmuth Wilberg, que daria um importante contributo à doutrina aérea alemã. Tendo encabeçado a componente aérea da Reichswehr durante oito anos durante os anos 20, Willberg tinha experiência e era ideal para um posto sénior. Göring teve intenções de fazer de Willberg Chefe de Estado-maior; contudo, foi descoberto que a mãe de Willberg era judia, motivo pelo qual Göring não o poderia nomear para este cargo. Não querendo desperdiçar o seu talento, Göring fez com que as leis raciais não se aplicassem a Willberg, fazendo com que permanecesse no comando e ajudasse a criar a "Conduta da Guerra Aérea" e o "Regulamento 16" sob a direcção de Walther Wever.

## Primeiros anos

### A era Wever (1933–36)

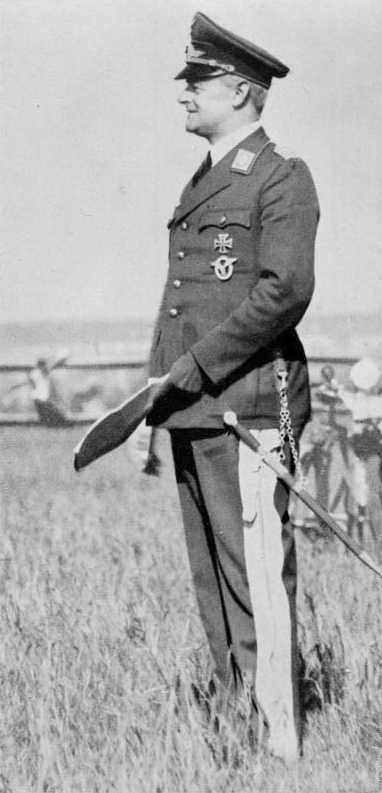
Walther Wever, Chefe do Estado-maior General da Luftwaffe entre 1933 e 1936.

Contrariamente à crença ocidental, a Luftwaffe não foi "a criada do Exército Alemão". Contudo, embora a Luftwaffe fosse independente e seguisse a sua própria linha de pensamento e teorias estratégicas, foi dada ênfase ao apoio às tropas terrestres, sendo a Alemanha uma força continental e estando sempre ameaçada por hostilidades e operações militares terrestres.
Por estas razões, entre 1933 e 1934, o comando da Luftwaffe estava preocupado com métodos tácticos e operacionais; em termos aéreos, o conceito do exército de Truppenführung (operações conjuntas entre ramos) era um conceito operacional, mas também tinha uma vertente táctica. Durante a Primeira Guerra Mundial, as unidades aéreas estavam "delegadas" a determinadas formações do exército, prestando apoio às mesmas. As unidades de bombardeamento de mergulho eram consideradas essenciais à Truppenführung, destruindo posições importantes e linhas de comunicação. O Regulamento 10 da Luftwaffe, publicado em 1934, defendia a superioridade aérea e tácticas de ataque ao solo sem preocupações operacionais. Até 1935, o manual de 1926 "Directivas para a Conduta da Guerra Aérea Operacional" continuava a ser o principal guia para as operações aéreas alemãs. O manual orientou o Oberkommando der Luftwaffe (OKL) a concentrar-se em operações aéreas limitadas: protecção de áreas específicas e apoio ao exército em combate.
Com um conceito táctico eficaz, os teóricos do poderio aéreo alemão necessitavam de uma doutrina estratégica e de organização. Robert Knauss, um militar da Luftstreitkräfte e, mais tarde, piloto da Luft Hansa, foi um proeminente teórico do poderio aéreo. Knauss apoiava a teoria de Giulio Douhet, que defendia que o poder aéreo poderia, por si só, ganhar guerras, através da destruição da indústria inimiga e da desmoralização da população através de tácticas de bombardeamento de terror. Esta teoria incluía ataques e bombardeamentos a civis. O Estado-maior impediu que a teoria de Douhet se tornasse numa doutrina, receando que se o inimigo ganhasse superioridade aérea, pudesse fazer o mesmo contra as populações alemãs.
Em dezembro de 1934, o Chefe de Estado-maior Walther Wever procurou criar uma doutrina e estratégia que a Luftwaffe pudesse usar na prática. Por esta altura, Wever conduzia exercícios militares (simulações contra os franceses) para validar a sua teoria de que bombardeamentos estratégicos, contra a indústria inimiga, seria o suficiente para ganhar uma guerra, mesmo que fossem também necessários ataques estratégicos contra posições inimigas no solo. Em 1935, o Regulamento 16: Conduta da Guerra Aérea, foi planeado. Nesta proposta, estava escrito "A missão da Luftwaffe é concretizar estes objectivos".
Nesta doutrina, o alto comando da Luftwaffe rejeitava a prática de bombardeamentos de terror. Esta táctica de terror estava condenada a ser contra-produtiva, visto que iria aumentar a vontade do inimigo em resistir, em vez de o desmoralizar. Tais campanhas de bombardeamento eram consideradas como um desvio do objectivo principal das operações da Luftwaffe: a destruição da força armada inimiga. Os bombardeamentos de Guernica, Roterdão e Varsóvia foram considerados bombardeamentos tácticos e não foram intencionados contra a população civil.

Contudo, Wever reconhecia a importância do bombardeamento estratégico. Na nova doutrina, a Conduta da Guerra Aérea, Wever rejeitava a teoria de Douhet e delineava cinco pontos chave na estratégia aérea:
1. Destruir a força aérea inimiga, bombardeando as suas bases aéreas e as suas fábricas, e aniquilar com celeridade as forças aéreas que ataquem alvos alemães;
2. Prevenir o movimento das forças inimigas destruindo caminhos de ferro, estradas, pontes e túneis que sejam indispensáveis para o movimento e abastecimento do inimigo;
3. Prestar apoio às operações do exército, impedindo o avanço inimigo e participando directamente nas operações terrestres;
4. Prestar apoio às operações navais, atacando bases navais, protegendo os navios e as bases navais alemãs e participando directamente nas operações navais;
5. Paralisar as forças armadas inimigas, parando a produção de armamento das suas fábricas.
Wever começou a planear uma força de bombardeiros estratégicos e procurar incorporar o bombardeamento estratégico na estratégia de guerra aérea. Ele acreditava que as aeronaves tácticas deveriam apenas ser usadas como meio para alcançar uma força estratégica. Em maio de 1934, Wever iniciou um projecto de sete anos chamado Bombardeiro Ural, um bombardeiro que daria à Luftwaffe um alcance para bombardear qualquer ponto na Europa, dos Açores à Rússia Central, da Islândia ao Norte de África. Em 1935, este projecto abriu caminho para o Dornier Do 19 e o Junkers Ju 89. Em abril de 1936, Wever deu ordens para um requerimento para o "Bombardeiro A", que teria um alcance de 6 700 km com capacidade para 900 kg de bombas. Contudo, a visão de Wever do Bombardeiro Ural nunca foi realizada, e o entusiasmo em operações aéreas estratégicas foi perdido, com apenas uma submissão de um projecto tendo sido realizada, o Heinkel P.1041, que a 5 de novembro de 1937 passou a ser oficialmente designado como Heinkel He 177.
Vários anos já haviam passado, e a Luftwaffe continuava sem rumo estratégico. A força aérea não estava subordinada ao papel de apoio ao exército, e não lhe era dada nenhuma missão particular. A doutrina alemã continuava a arrastar-se entre os dois conceitos. A Luftwaffe seria então uma organização capaz de levar a cabo tarefas e missões variadas, em vez de se concentrar numa linha de pensamento. Este caminho de tarefas e missões variadas foi encorajado para tornar mais flexível o uso do poder aéreo, para apoiar as forças terrestres nas condições certas para que fosse alcançada uma vitória decisiva. De facto, quando a guerra despoletou na Europa, apenas 15% das aeronaves da Luftwaffe estavam direccionadas para o apoio às operações terrestres, expondo o mito de que a Luftwaffe havia sido construída para apoiar o exército.

### Mudança de direcção (1936–37)

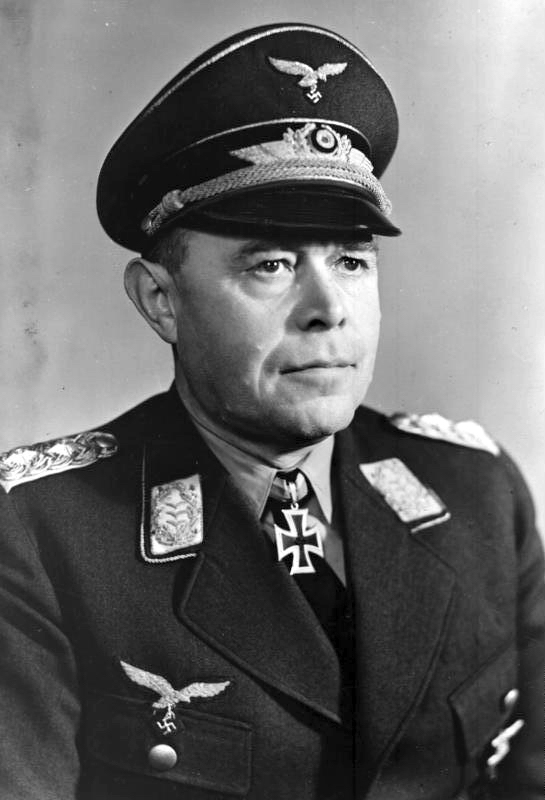
Albert Kesselring

A contribuição de Wever na construção da Luftwaffe acabou abruptamente a 3 de junho de 1936, quando faleceu num acidente aéreo a bordo de um Heinkel He 70, ironicamente no mesmo dia em que a competição do "Bombardeiro A" foi anunciada. Depois da morte de Wever, Göring começou a tomar mais interesse na nomeação do pessoal do Estado-maior. Göring nomeou Albert Kesselring como novo Chefe de Estado-maior e Ernst Udet como chefe do Gabinete Técnico do Ministério da Aviação do Reich, mesmo apesar de esta não ser a área de conhecimentos de Udet. Apesar disto, Udet foi nomeado e ajudou a mudar a direcção táctica da Luftwaffe para produzir bombardeiros médios velozes, direcção esta que se afastava da táctica de bombardeamento da produção industrial inimiga.
Kesselring e Udet não se davam muito bem. Durante o período em que Kesselring foi Chefe de Estado-maior (1936-1937), houve uma luta de poderes entre os dois, na qual Udet procurava aumentar o seu poder dentro da Luftwaffe. Kesselring também encontrava dificuldades em aceitar a postura de Göring em nomear militares que só sabiam dizer que sim e nunca faziam objecções. Udet percebia as suas limitações, e as suas falhas na produção e desenvolvimento de aeronaves alemãs acarretariam um preço muito caro a longo prazo.

O falhanço da Luftwaffe em progredir para o desenvolvimento e construção de bombardeiros estratégicos foi atribulado por várias razões. Muitos militares do alto comando acreditavam que os bombardeiros médios eram suficientes para realizar bombardeamentos estratégicos nos inimigos mais prováveis da Alemanha: a França, a Checoslováquia e a Polónia. Porém, o Reino Unido apresentava um grande problema. O General der Flieger Hellmuth Felmy, comandante da Luftflotte 2 em 1939, foi encarregado de conceber um plano para uma guerra aérea nos céus das ilhas britânicas. Felmy estava convencido de que a Grã-Bretanha poderia ser derrotada através de um bombardeamento que lhe destruísse a moral. Felmy deu especial atenção ao pânico que se havia instalado em Londres durante a Crise de Munique, pânico este que ele acreditava ser a prova do estado de espírito britânico. Uma segunda razão era técnica. Os designers alemães nunca conseguiram resolver os problemas técnicos e mecânicos do Heinkel He 177. Mais, a Alemanha, em 1943 e 1944, não detinha o poder económico para rivalizar com os Estados Unidos e o Reino Unido, que direccionavam parte da sua economia para a construção em massa de bombardeiros, fábricas e motores; ainda com efeito, o OKL não havia previsto o esforço material e económico que necessitaria uma campanha de bombardeiros estratégicos, com resultados fatais durante a Batalha de Inglaterra.

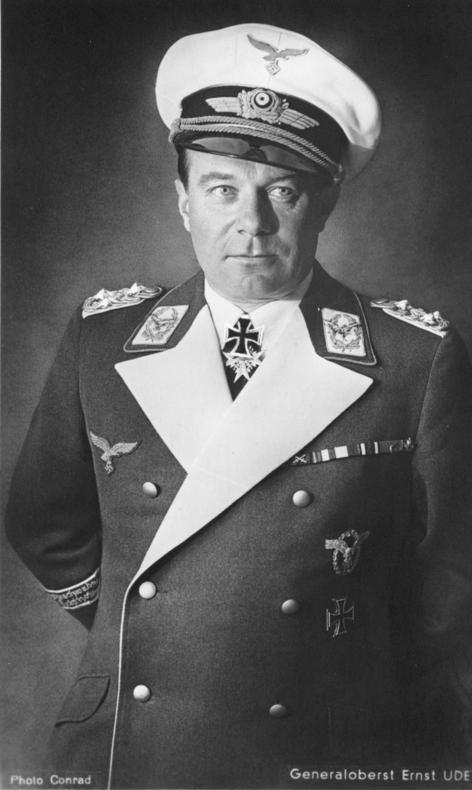
Ernst Udet. Juntamente com Kesselring, Udet foi responsável por estabelecer a linha de design para as aeronaves alemãs. A sua atenção focava-se sempre em meios aéreos de apoio às tropas terrestres

O desenrolar do programa de rearmamento alemão encontrou dificuldades de aquisição de matérias-primas. A Alemanha importava a maior parte dos materiais necessários à reconstrução da Luftwaffe, em particular a borracha e o alumínio. O petróleo, também importado, estava sempre em risco de ser cortado pelos fornecedores. Os alemães fizeram um esforço para construir plantas de produção de combustível sintético, mas não conseguiram atingir os resultados esperados. Em 1937 a Alemanha importava mais combustível do que aquele que tinha disponível no início da década. Pelo verão de 1938 apenas 25% dos requerimentos estavam cobertos. Na área dos metais, principalmente o aço, a indústria estava a operar a 83%; em novembro de 1938, Göring fez um reporte de que a situação económica caminhava para um nível perigoso. O Oberkommando der Wehrmacht (OKW), o comando de todas as forças militares alemãs, lançou uma ordem para que houvesse reduções no uso de matérias primas e aço nas produções de armamento. Os níveis desta redução eram enormes: 30% no aço, 20% no cobre, 47% no alumínio e 14% na borracha. Em tais circunstâncias, Milch, Udet ou Kesselring afirmavam que, mesmo que quisessem, não conseguiriam produzir a força que todos esperavam.
O desenvolvimento de aeronaves estava agora confinado à produção de bombardeiros médios bimotor que necessitavam muito menos material e mão de obra do que o "Bombardeiro Ural" de Wever iria necessitar. A indústria alemã podia construir dois bombardeiros médios em vez de um bombardeiro pesado, e assim o RLM não apostou no desenvolvimento de bombardeiros pesados, que não custariam mais, mas ainda levariam tempo a serem desenvolvidos para uso operacional. Sobre este ponto, Göring proferiu a determinada altura "Hitler não me perguntará o tamanho dos nossos bombardeiros, mas sim quantos temos". A morte prematura de Wever, um dos mais brilhantes dirigentes da força aérea, deixou a Luftwaffe sem uma força estratégica durante a Segunda Guerra Mundial, facto que provou ser um dos erros fatais que levaria a Alemanha à derrota.
A falta de capacidade estratégica deveria ter sido aparente muitos anos antes de a guerra europeia começar. A Crise dos Sudetas destacou a falta de preparação para conduzir uma guerra aérea estratégica (embora os britânicos e os franceses estivessem numa posição ainda pior), e Hitler deu instruções para que a Luftwaffe se expandisse até cinco vezes o seu tamanho. O OKL negligenciou a necessidade de aeronaves de transporte; até 1943, as unidades de transporte eram chamadas de Kampfgeschwadern zur besonderen Verwendung ("Unidades de Bombardeamento em Missões Especiais", KGzbV). Em Março de 1938, enquanto a anexação da Áustria tomava lugar, Göring deu indicações a Felmy para investigar a possibilidade de ataques aéreos contra a Grã-Bretanha. Felmy concluiu que não seria possível enquanto a Luftwaffe não tivesse duas coisas: bombardeiros pesados e bases aéreas na Bélgica ou nos Países Baixos. O Tratado de Munique veio a afastar a necessidade de aeronaves de longo alcance, visto que a guerra havia sido evitada.
Estas falhas não ficariam expostas até à guerra europeia. Até então, os designs alemães de aeronaves dos anos 30 como o Messerschmitt Bf 109, o Heinkel He 111, o Junkers Ju 87 Stuka e o Dornier Do 17 eram o suficiente para agradar ao comando da Luftwaffe. Todas elas prestaram serviço operacional pela Legião Condor, contra aeronaves soviéticas que apoiavam a ala esquerda da Guerra Civil Espanhola. Foi nesta guerra que a Luftwaffe reparou que a era dos biplanos também havia terminado, e o Heinkel He 51 foi relegado como aeronave de instrução. Particularmente impressionantes foram as prestações do Heinkel e do Dornier, que conseguiram cumprir todos os objectivos impostos pela Luftwaffe, pois além de bombardear, ainda eram mais rápidos que os caças da década de 20 e da primeira metade da década de 30, muitos dos quais biplanos ou fracos monoplanos.
Apesar da participação destas aeronaves, foi o Junkers Ju 52 (que se tornaria na espinha dorsal do transporte aéreo alemão) que daria a principal contribuição. Durante a Guerra Civil Espanhola, Hitler disse "Franco deveria erguer um monumento à gloria do Junkers Ju 52. É a aeronave que o transportou para a vitória".

### Bombardeiros de mergulho

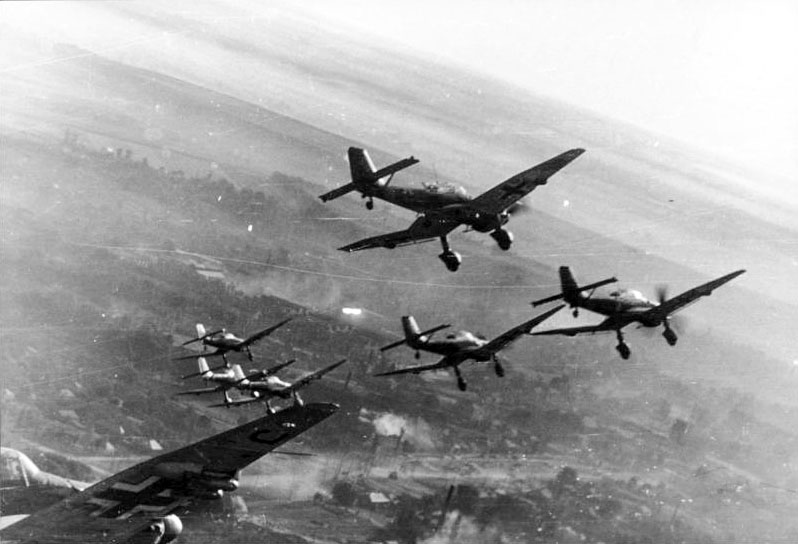
Aeronaves Junker Ju 87D em operação na Frente Oriental, no Inverno de 1943-1944.

A fraca pontaria que os bombardeiros convencionais tinham em 1937 fez com que a Luftwaffe explorasse os benefícios do bombardeiro de mergulho. Estes poderiam acertar em alvos parados ou móveis com grande precisão. O alcance não era um critério essencial para estas tarefas de apoio às operações terrestres, pois nem sempre era viável ao exército mover grande parte da sua força para território capturado recentemente para bombardear fortificações, enquanto os bombardeiros de mergulho podiam executar a tarefa mais rapidamente. Os bombardeiros de mergulho, na sua maioria monomotores com dois tripulantes, conseguiam alcançar muito mais sucesso que grandes aeronaves de seis ou sete tripulantes, com um décimo do custo e quatro vezes mais precisão. Isto levou Ernst Udet a apoiar com empenho os bombardeiros de mergulho, particularmente o Junkers Ju 87.
O "caso de amor" de Udet com bombardeiros de mergulho afectou a longo prazo o desenvolvimento da Luftwaffe. Os programas de aeronaves de ataque serviriam como soluções a curto prazo até se encontrar uma nova geração de aeronaves. Em 1936 o Junkers Ju 52 era a espinha dorsal da frota de bombardeiros da Alemanha. Isto levou o RLM a aumentar a produção do Junkers Ju 86, do Heinkel He 111 e do Dornier Do 17 antes de uma avaliação pudesse ser feita. O Ju 86 era pobre, enquanto o He 111 prometia muito. A Guerra Civil Espanhola convenceu Udet de que o desperdício de munições não seria aceitável. Udet tentou que se construísse um bombardeiro de mergulho a partir do Junkers Ju 88, e o OKL deu início à exploração do Heinkel He 177 em novembro de 1937. No caso do Ju 88, imensas modificações foram feitas. O peso aumentou de sete para doze toneladas, o que provocou uma redução na velocidade em 200 km/h. Udet meramente transmitiu o pedido da OKL, em relação ao He 177, a Ernst Heinkel, que veemente se opôs a tal ideia, o que arruinou o desenvolvimento do He 177 como bombardeiro pesado. Göring só conseguiria acabar com a transformação do He 177 em bombardeiro de mergulho em setembro de 1942, o que foi demasiado tarde.

### Mobilização (1938–41)
No verão de 1939, a Luftwaffe tinha nove Jagdgeschwader (asa de combate), maioritariamente equipadas com caças Messerschmitt Bf 109E, quatro Zerstörergeschwader (asa de destruidor), equipadas com caças pesados Messerschmitt Bf 110, onze Kampfgeschwader (asa de bombardeiro), equipada principalmente com Heinkel He 111 e Dornier Do 17Z; e assim que encontrou complicações de design, começou a incorporar o Junkers Ju 88A, apesar de apenas uma dúzia estar pronta para combate, e quatro Sturzkampfgeschwader (asa de bombardeiros de mergulho) prontos para combate, equipados principalmente com os icónicos Junkers Ju 87 Stuka. A força humana da Luftwaffe, nesta altura, consistia em 373 000 militares e 4201 aeronaves (1191 bombardeiros, 361 bombardeiros de mergulho, 788 caças, 431 caças pesados e 488 aeronaves de transporte). Apesar dos seus problemas, era uma força impressionante.
Contudo, mesmo durante a primavera de 1940, a Luftwaffe ainda não havia realizado uma mobilização completa. Apesar da racionalização das matérias-primas, o Generalluftzeugmeister Ernst Udet aumentou a produção ao introduzir uma carga diária de trabalho de 10 horas para as indústrias aeronáuticas e racionalizar a produção em pontos específicos. Durante este período trinta Kampfstaffeln e dezasseis Jagdstaffeln estavam a ser criadas e equipadas. Cinco Zerstörergruppen (grupo de destruidores) adicionais foram criados e todos equipados com aeronaves Bf 110.
A Luftwaffe também expandiu os programas de instrução de voo e pilotagem em 42%. As escolas de voo foram transferidas para o leste da Alemanha, longe de possíveis ameaças por parte dos aliados. O número de tripulantes aéreos alcançou 4727 elementos, um aumento de 31%. Contudo, a velocidade com que esta expansão era feita custou a morte de 997 militares e outros 700 foram feridos. 946 aeronaves foram também destruídas em acidentes. A força da Luftwaffe, antes de iniciar a campanha contra a Rússia, havia aumentado para 2 milhões de militares.
Em abril e maio de 1941, Udet encabeçou a delegação da Luftwaffe responsável por inspeccionar a indústria aeronáutica soviética, de acordo com o Pacto Molotov-Ribbentrop. Udet informou Göring "que a força aérea soviética era muito forte e tecnicamente avançada". Göring decidiu não reportar esta informação a Hitler, aspirando que um ataque surpresa poderia rapidamente destruir o poderio aéreo russo. Udet receava que a futura guerra com a União Soviética poderia provocar danos sérios à Alemanha. Udet, levado pela verdade e pela lealdade, sofreu um colapso psicológico e tentou avisar Hitler da verdade, porém Göring disse a Hitler que Udet estaria a mentir, começando a manter Udet sob controlo dando-lhe drogas durante festas e viagens de caça. Udet começou a ter um sério problema psicológico e de bebida, mas Göring continuou a aproveitar-se disso para controlá-lo.

## Organização da Luftwaffe

### Comandantes da Luftwaffe

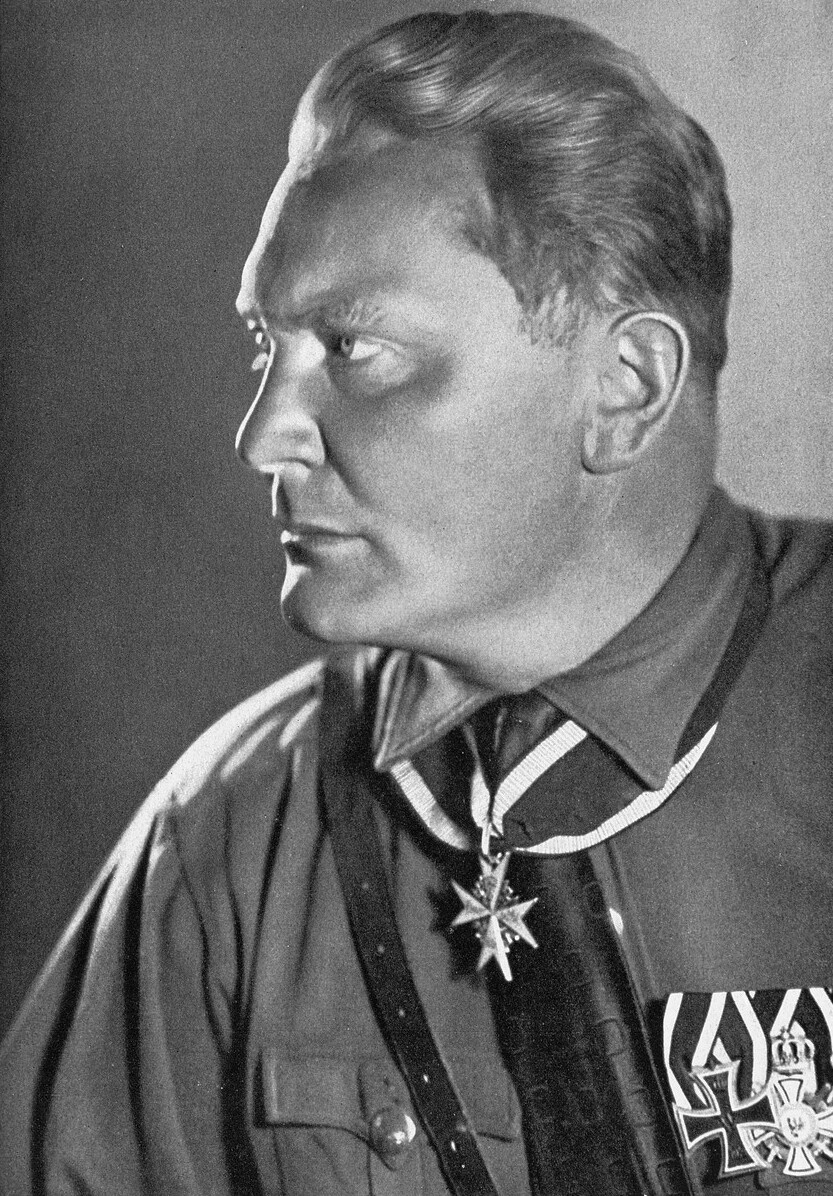
Hermann Göring foi Comandante-em-chefe da Luftwaffe até abril de 1945.

Durante a história do III Reich, apenas duas pessoas chegaram à posição de Comandante-em-chefe da Luftwaffe. O primeiro foi Hermann Göring e o segundo foi o Generalfeldmarschall Robert Ritter von Greim. A sua nomeação como Comandante-em-chefe da Luftwaffe coincidiu com a sua promoção a Generalfeldmarschall, sendo o último oficial alemão na Segunda Guerra Mundial a ser promovido ao mais alto posto. Outros oficiais promovidos ao segundo posto mais alto na Alemanha foram Albert Kesselring, Hugo Sperrle, Erhard Milch e Wolfram von Richthofen.
No final da guerra, com Berlim cercada pelo Exército Vermelho, Göring enviou um telegrama a Hitler a sugerir que a liderança do Reich passasse para si. Hitler interpretou isto como um ultimato e um golpe. Hitler ordenou o imediato encarceramento e execução do seu antigo braço direito. A guarda SS de Göring não cumpriu a ordem de prisão e Göring acabou por ser preso pelo Exército dos Estados Unidos, na Baviera, no dia 9 de maio de 1945, e foi processado nos Julgamentos de Nuremberga. As acusações eram:
1. Participação no plano nazi de crimes contra a paz;[70]
2. Planeamento e execução de guerras e actos de agressão, e outros crimes contra a paz;[70]
3. Crimes de guerra;[70]
4. Crimes contra a humanidade.[70]

Foi considerado culpado nas quatro acusações e condenado à morte por enforcamento. Ele apelou ao tribunal para ser morto como um soldado, ou seja, fuzilado, contudo o tribunal recusou o pedido. Em desafio à sentença, Göring cometeu suicídio, com uma cápsula de cianeto.
Sperrle foi processado no julgamento ao Alto Comando, um dos doze últimos Julgamentos de Nuremberga depois da guerra. Foi absolvido em todas as quatro acusações que lhe foram feitas; viveu em liberdade e faleceu em Munique, em 1953.

### Organização e cadeia de comando
No início da guerra a Luftwaffe tinha quatro Luftlotten (frotas aéreas), cada uma delas responsável por um quarto da Alemanha. Conforme o progresso da guerra, mais frotas aéreas foram criadas, visto que o céu que a Alemanha controlava havia aumentado consideravelmente. Por exemplo, a Luftflotte 5 foi criada em 1940 para dirigir as operações aéreas na Noruega e na Dinamarca, e outras viriam ser criadas conforme as necessidades. Cada Luftflotte tinha na sua dependência vários Fliegerkorps (corpos aéreos), Fliegerdivision (divisões aéreas), Jagdkorps (corpos de combate), Jagddivision (divisões aéreas) ou Jagdfliegerführer (comandos de combate aéreo). Cada uma destas formações tinha na sua dependência um determinado número de unidades, normalmente várias Geschwader, mas também Staffeln e Kampfgruppen independentes. As Luftflotte também eram responsáveis pelas aeronaves de treino e centros de instrução dentro da sua área de operações.
Uma Geschwader (ala) era comandada por um Geschwaderkommodore, com patente de major, Oberstleutnant (tenente-coronel) ou Oberst (coronel). Outros oficiais nesta cadeia administrativa incluíam o adjunto do comandante, o oficial técnico, o oficial de operações, que eram normalmente (mas nem sempre) pilotos ou tripulantes experientes. Outros especialistas tratavam da navegação, das comunicações e do sistema de inteligência. Um Stabschwarm (quartel-general de voo) estava ligado a cada Geschwader.
Uma Jagdgeschwader (JG), ou asa de caça, eram asas de caças monolugar, tipicamente equipadas com aeronaves Messerschmitt Bf 109 ou Focke-Wulf Fw 190, tendo apenas os tardios JG 7 e JG 400 usado aeronaves diferentes e muito mais avançadas como o Messerschmitt Me 262. Cada Jagdgeschwader consistia em vários Gruppen (grupos), que por sua vez eram constituídos por vários Jagdstaffel (esquadrões de caça). Cada Geschwader tinha uma força entre 120 a 125 aeronaves.
Cada Gruppe era comandado por um Kommandeur, e cada Staffel por um Staffelkapitãn. Contudo, estes comandos eram apenas um cargo e não um posto militar. Normalmente, um Kommodore teria o posto de Oberstleutnant ou, excepcionalmente, de Oberst. Até mesmo um Leutnant (segundo-tenente) poderia encontrar-se a comandar uma Staffel.
Similarmente, uma asa de bombardeiro era uma Kampfgeschwader (KG) e uma asa de bombardeiros de mergulho era uma Sturzkampfgeschwader (StG). Grupos de bombardeiros especialistas eram conhecidos por Kampfgruppen (KGr). Cada Kampfgeschwader tinha uma força entre 80 a 90 aeronaves.

## Guerra Civil Espanhola

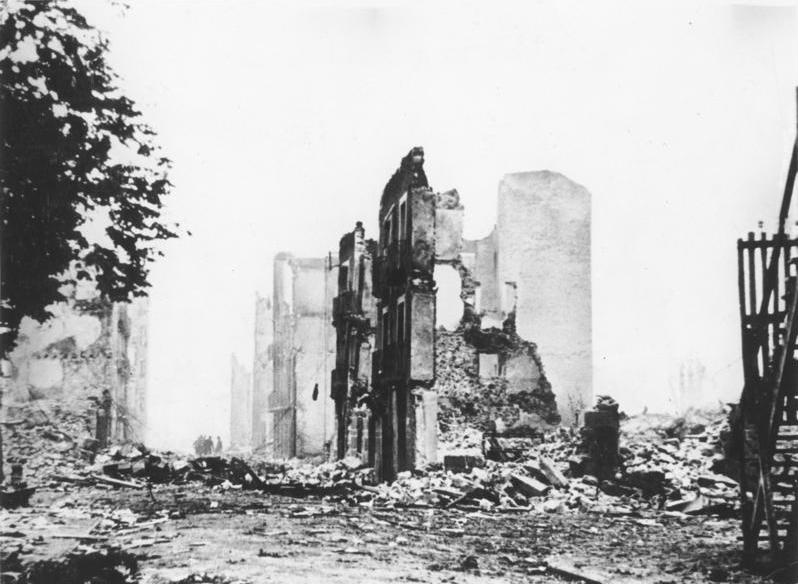
Ruínas de Guernica (1937).

A Legião Condor da Luftwaffe testou as velhas e novas doutrinas, assim como as antigas e modernas aeronaves durante a Guerra Civil Espanhola. A Legião ajudou a Falange, sob o comando de Francisco Franco, a derrotar as forças republicanas. Cerca de 20 mil militares alemães da Luftwaffe ganharam experiência de combate que daria uma vantagem importante à Luftwaffe no início da Segunda Guerra Mundial. Uma operação famosa foi o bombardeamento de Guernica no País Basco. Esta operação é frequentemente referida como um ataque de terror contra civis. O efeito dos bombardeamentos em Guernica e Madrid causaram muitas baixas civis e uma onda de protestos um pouco por todo o mundo. Na realidade, os bombardeamentos foram realizados por razões tácticas militares, em apoio às operações das tropas terrestres, porém a cidade não estava envolvida directamente na luta naquele momento. Só em 1942 é que os alemães começaram a desenvolver tácticas de bombardeamento nas quais civis eram o alvo principal, embora o Blitz em Londres e em outras cidades britânicas tenham envolvido bombardeamentos indiscriminados de áreas civis e militares, por vezes havendo mesmo ataques ligeiros contra pessoas, gado ou infraestruturas.

## Segunda Guerra Mundial
Quando a Segunda Guerra Mundial começou, a Luftwaffe era uma das forças aéreas mais tecnologicamente avançadas do mundo. Durante a Campanha da Polónia, que despoletou a guerra, muito rapidamente a Luftwaffe ganhou superioridade aérea e, consequentemente, controlo do espaço aéreo onde operava. Prestou apoio às operações do exército alemão que, embora tenha levado apenas duas semanas a estabelecer o controlo da toda a área desejada, terminou efectivamente a campanha em apenas cinco semanas. A performance da Luftwaffe foi a que era esperada pelo Oberkommando der Luftwaffe, prestando um apoio sem precedentes às operações do exército, detectando e bombardeando focos de resistência. Göring ficou em êxtase com esta performance. Ocorreram diversos problemas e contratempos durante a campanha, porém a flexibilidade e improviso, tanto da Luftwaffe como do exército, resolveram facilmente os problemas. A Luftwaffe possuía um sistema de comunicação terra-ar, que usaria mais tarde na Batalha de França e provaria ser uma ferramenta vital no sucesso dessa campanha.

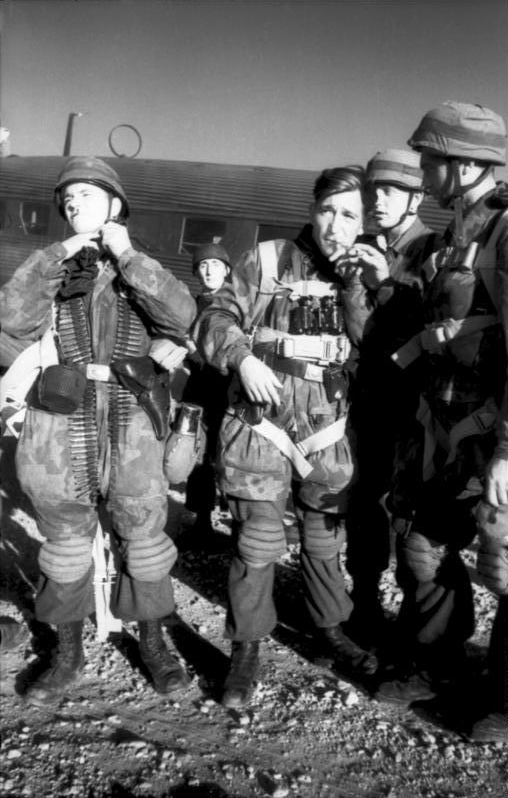
Pára-quedistas alemães preparam-se para voar em direcção à Grécia

Na primavera de 1940, a Luftwaffe prestou apoio à marinha e ao exército durante a invasão da Noruega. Transportando reforços e estabelecendo superioridade aérea, a Luftwaffe contribuiu de forma decisiva para a conquista alemã e expulsão dos aliados da Escandinávia.
Já no verão de 1940, a Luftwaffe revelou um papel vital no rápido sucesso na Batalha de França, uma batalha que ninguém esperava que a Alemanha ganhasse tão rapidamente. Nesta campanha, a Luftwaffe destruiu três forças aéreas aliadas e assegurou a derrota francesa em apenas seis semanas. Contudo, durante a Batalha de Dunquerque, apesar de fortes bombardeamentos, não foi possível cumprir a promessa de Göring de destruir a Força Expedicionária Britânica, a qual conseguiu escapar de volta para a Grã-Bretanha.
Durante a Batalha de Inglaterra, a Luftwaffe, apesar de causar danos sérios à infraestrutura da Força Aérea Real e às cidades britânicas durante o Blitz, não conseguiu alcançar a superioridade aérea que havia tido nas outras campanhas. Com isto, a Operação Leão Marinho (nome para a invasão alemã da Grã-Bretanha) foi cancelada em dezembro de 1940, quando Hitler deu ordens para se iniciarem os preparativos da Operação Barbarossa, a invasão da União Soviética. Na primavera seguinte, a Luftwaffe ajudou a Itália a alcançar a vitória na Campanha dos Balcãs e continuou a prestar apoio aéreo no Mediterrâneo e no norte de África até maio de 1945.

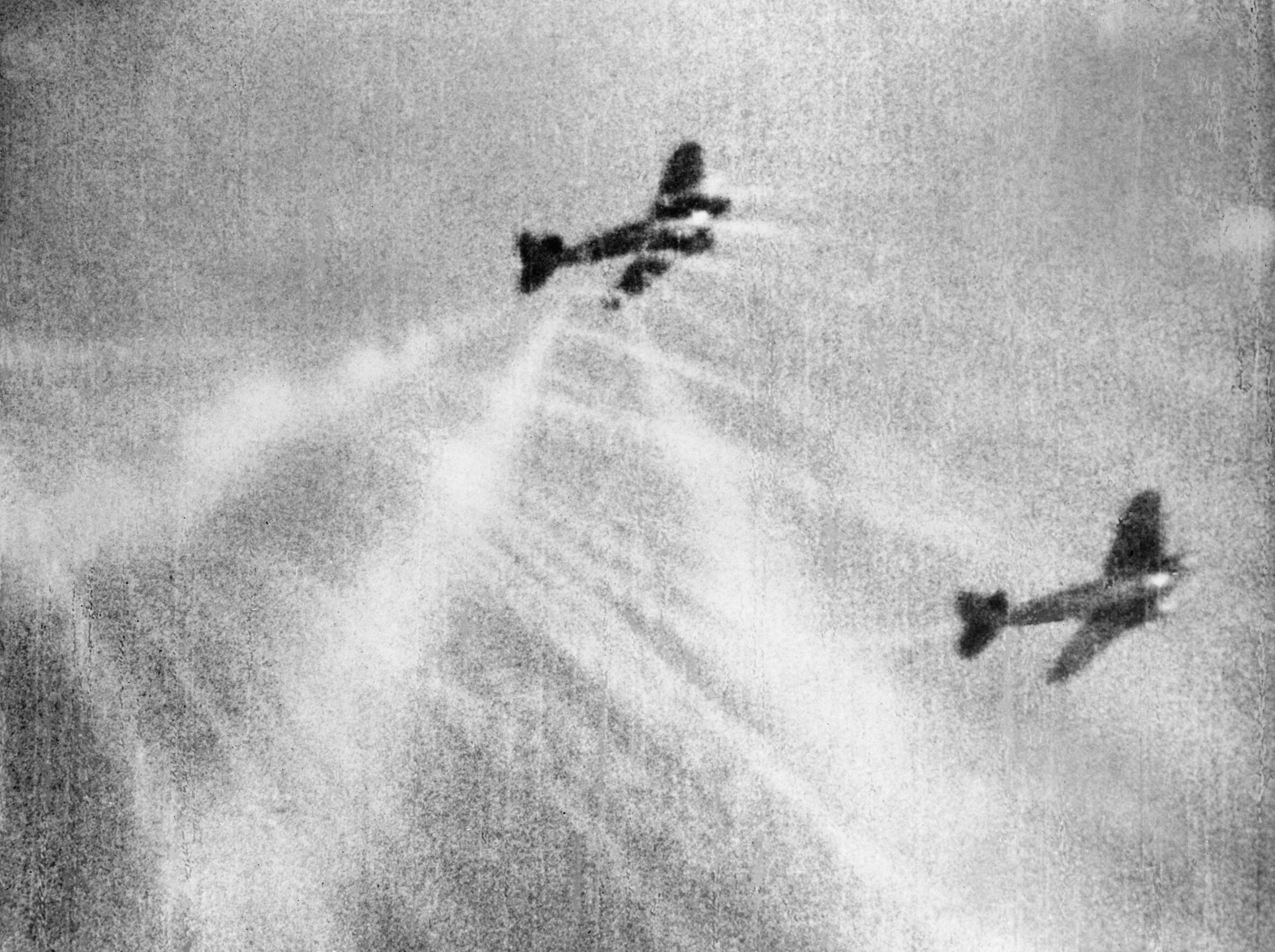
Imagem de um filme em que mostra o rasto das munições de um Supermarine Spitfire Mark I no Esquadrão N.º 609 da RAF, pilotado pelo Tenente J. H. G. McArthur, a atingir um Heinkel He 111.

Em junho de 1941, a Alemanha invadiu a União Soviética. A Luftwaffe destruiu milhares de aeronaves soviéticas num curto espaço de tempo, porém a médio prazo não conseguiu eliminar definitivamente a Força Aérea Soviética. Devido à falta de bombardeiros estratégicos e de longo alcance - o Bombardeiro Ural que o general Wever pedia seis anos antes - a Luftwaffe não conseguiu destruir os centros de produção de aeronaves e armamento soviético. Enquanto a guerra avançava, a Luftwaffe não aguentou manter a força que havia mostrado no início. As derrotas na Batalha de Stalingrado e na Batalha de Kursk vieram também a confirmar o desgaste operacional da Wehrmacht na Frente Oriental.
O historiador britânico Frederick Taylor afirma que "ambos os lados bombardearam as cidades inimigas durante a guerra. Meio milhão de cidadãos soviéticos, por exemplo, morreram devido a bombardeamentos alemães durante a invasão e ocupação da Rússia. Isto foi equivalente ao número de cidadãos alemães que morreram vítimas de bombardeamentos aliados".
Ao mesmo tempo, a Luftwaffe continuava a defender toda a Europa ocupada pela Alemanha, contra uma força cada vez maior da Real Força Aérea e, a partir de 1942, também contra as incursões da Força Aérea dos Estados Unidos. A campanha da Defesa do Reich desfez aos poucos a força da Luftwaffe, que não havia sido construída para defender uma área tão alargada. Apesar do desenvolvimento e uso de aeronaves de intercepção a foguete e a jato para destruir as formações de bombardeiros aliados, a Luftwaffe foi esmagada pelo número de missões e aeronaves que os aliados lançavam. Uma última investida, conhecida por Operação Bodenplatte, para ganhar superioridade aérea a 1 de janeiro de 1945, simplesmente fracassou. Depois do esforço de Bodenplatte, a Luftwaffe deixou de ter qualquer eficácia como força aérea.

## Falhas e erros

### A falta de defesa aérea

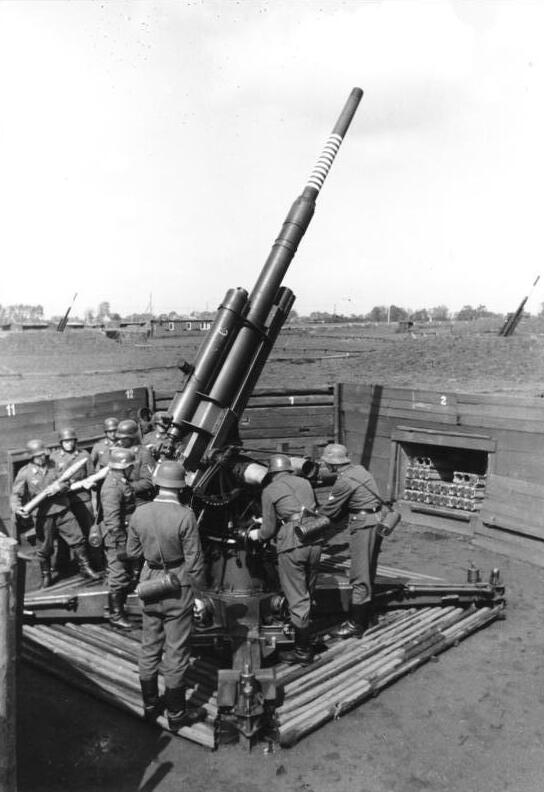
Um canhão antiaéreo de 88 mm em acção contra bombardeiros aliados

O fracasso da Luftwaffe na campanha da Defesa do Reich foi o resultado de uma série de factores. A Luftwaffe não tinha ainda um sistema de defesa aérea eficaz quando a guerra começou; a política externa de Adolf Hitler tinha conduzido a Alemanha a uma guerra antes que essas defesas pudessem ser totalmente desenvolvidas e construídas. A força aérea viu-se então forçada a improvisar e construir as suas defesas conforme o decorrer da guerra. As investidas de formações aliadas em espaço aéreo alemão foram escassas entre 1939 e 1940. A responsabilidade de defender o espaço aéreo alemão caía nos Luftgaukommandos (comandos aéreos distritais), que operava um sistema de defesa baseado principalmente em pequenos canhões antiaéreos (Flaks). Para piorar, este sistema de defesa não tinha coordenação e a comunicação entre os meios terrestres e aéreos era fraca. Esta falta de entendimento entre a defesa em terra e a defesa no ar viria a atormentar as operações defensivas da Luftwaffe durante toda a guerra.
A maioria das batalhas travadas pela Luftwaffe na Frente Ocidental seriam contra a Força Aérea Real e ataques diurnos no espaço aéreo alemão. Esta era uma posição privilegiada, uma vez que a estratégia da Luftwaffe de concentrar a sua força numa única frente de combate começou a se desmembrar com o fracasso da Operação Barbarossa, a invasão da União Soviética. A estratégia "periférica" que a Luftwaffe levava a cabo entre 1939 e 1940 tinha consistido em transportar os seus aviões e artilharia antiaérea para a periferia do território ocupado pelo Eixo, com muito pouca protecção no centro ou interior do território já controlado. Além disso, as unidades da linha da frente no Ocidente começavam a queixar-se da falta de aeronaves e da fraca performance das existentes; queixavam-se da falta de caças pesados com capacidade de combate em qualquer condição atmosférica e da lenta velocidade de subida do Bf 109. A vantagem técnica da Luftwaffe estava a diminuir, começando a haver apenas uma aeronave formidável no arsenal alemão: o Focke-Wulf Fw 190. Erhard Milch, juntamente com Ernst Udet, deveria estar a trabalhar no aumento de produção de aeronaves e no desenvolvimento de modelos e exemplares mais modernos. Contudo, eles explicaram numa reunião do Conselho Industrial Alemão, a 18 de setembro de 1941, que a nova geração de aeronaves alemãs não havia conseguido se materializar, e as aeronaves obsoletas tinham que continuar a ser produzidas para atender à crescente necessidade de reposição.

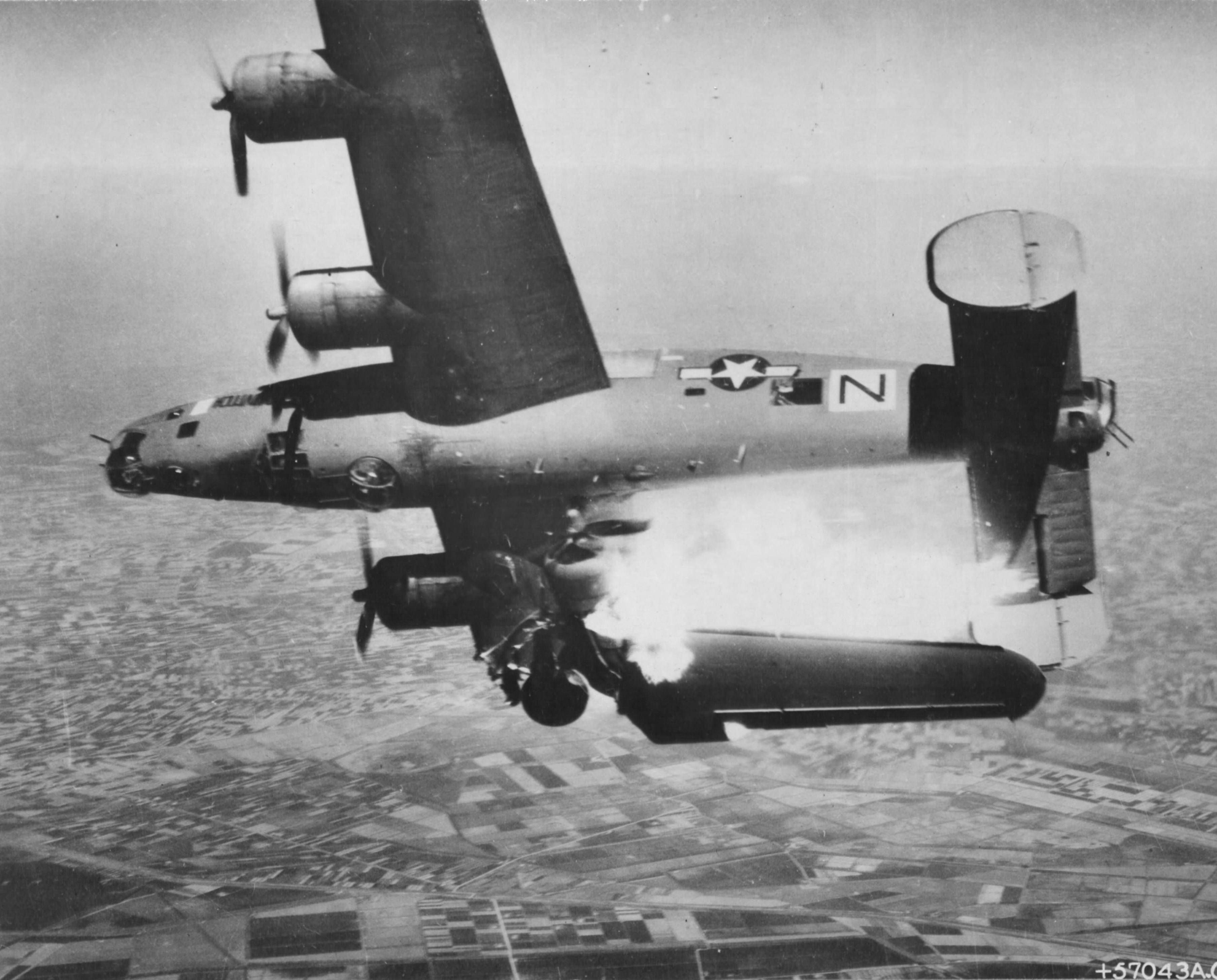
Um B-24 atingido por um canhão antiaéreo (Flak) sob os céus italianos.

A Jagdwaffe (Força de Caça) foi construída demasiado rapidamente, fazendo com que a qualidade fosse sacrificada. Esta força só foi unificada sob o mesmo comando em 1943, situação que veio a prejudicar a sua performance (apesar do sucesso das campanhas iniciais). Em 1939 havia nove Jagdgeschwader, e mais não foram criadas até 1942. Os anos de 1940-1941 foram desperdiçados pelo Oberkommando der Luftwaffe, que falhou em construir uma estratégia e continuou a agir como uma força reaccionária, cujas acções sem planeamento não atingiam o resultado esperado a 100%. Este problema tornou-se claro com os esquadrões aos quais eram atribuídos aviões Fw 190A, equipados com canhões de 20 mm e 30 mm para destruir bombardeiros pesados, intencionados a substituir os cada vez mais ineficazes Zerstörers, que haviam sido destacados no início da guerra para repelir os bombardeiros aliados. Este aumento de peso afectou a performance do Fw 190 e também do Bf 109, numa altura em que as duas aeronaves estavam a começar a defrontar grandes números de aeronaves iguais ou superiores. A defesa aérea diurna contra os bombardeiros altamente armados da USAAF, particularmente os da Oitava Força Aérea (8th AF) e da Décima Quinta Força Aérea (15th AF), teve algum sucesso em 1943, porém uma mudança radical na ofensiva dos caças de escolta, levada a cabo pelo então Comandante da 8th AF Jimmy Doolittle, começou a neutralizar fatalmente os interceptores alemães, primeiro os caças Zerstörers e depois os fortemente armados Fw 190A que os substituíram, com ondas cada vez maiores de aviões P-51 Mustang a escoltar as formações de bombardeiros americanos até ao coração da indústria alemã, em bombardeamentos ininterruptos do início de 1944 até ao dia da vitória na Europa.

### Desenvolvimento e equipamento

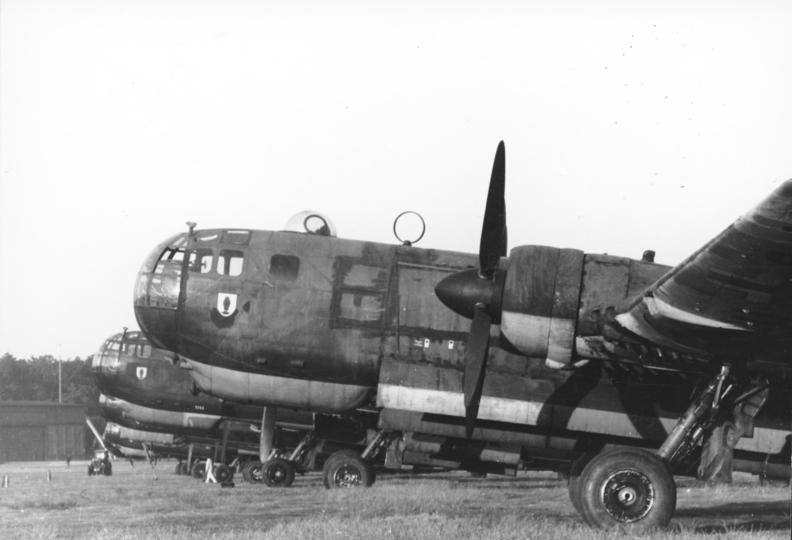
O mais problemático de todos os designs alemães durante a guerra - tanto em desenvolvimento como em serviço - foi o bombardeiro pesado Heinkel He 177.

Em termos de desenvolvimento tecnológico, a incapacidade em desenvolver um bombardeiro de longo alcance - e respectivamente caças de escolta de longo alcance - deixou a Luftwaffe sem capacidade de montar uma campanha de bombardeamento estratégico durante o decorrer da guerra. Contudo, no período de 1943-1944 a Luftwaffe sofria de limitações de matérias-primas como o petróleo e o alumínio, que impossibilitavam a existência de uma força aérea táctica de longo alcance; dada esta circunstância, a Luftwaffe optou pela estratégia mais lógica que, com efeito, era a única possível de se escolher: a aposta em bombardeiros médios e de mergulho. Pode-se dizer que os bombardeiros médios da Luftwaffe eram perfeitamente capazes de efectuar bombardeamentos estratégicos, mas a falta de caças de escolta de longa distância - que foi uma das funções dos caças pesados - deixava os bombardeiros carregar a sua missão sem eficiência, desprotegidos e sozinhos contra os interceptores inimigos.

Apesar do esforço, a maior falha na Kampfgeschwader foi ser equipada com aeronaves intencionadas a ser tão grandes e aparentemente tão capazes como os bombardeiros pesados quadrimotores dos aliados. O sempre problemático Heinkel He 177 foi designado desde o início pelo RLM para efectuar missões para as quais a aeronave não tinha sido desenhada (provocando um excesso de peso e características nos motores que provocaram várias vezes incêndios durante missões na Frente Oriental e no Reino Unido). Das três versões paralelas propostas pela Heinkel para um verdadeiro bombardeiro quadrimotor, apenas uma delas, o He 177B, emergiu na recta final de 1943, com apenas três protótipos capazes de voar produzidos em 1944 - isto três anos depois dos primeiros voos do protótipo do Avro Lancaster, o bombardeiro pesado mais usado pela RAF para bombardear a Alemanha em missões nocturnas, de 1942 até ao final da guerra.

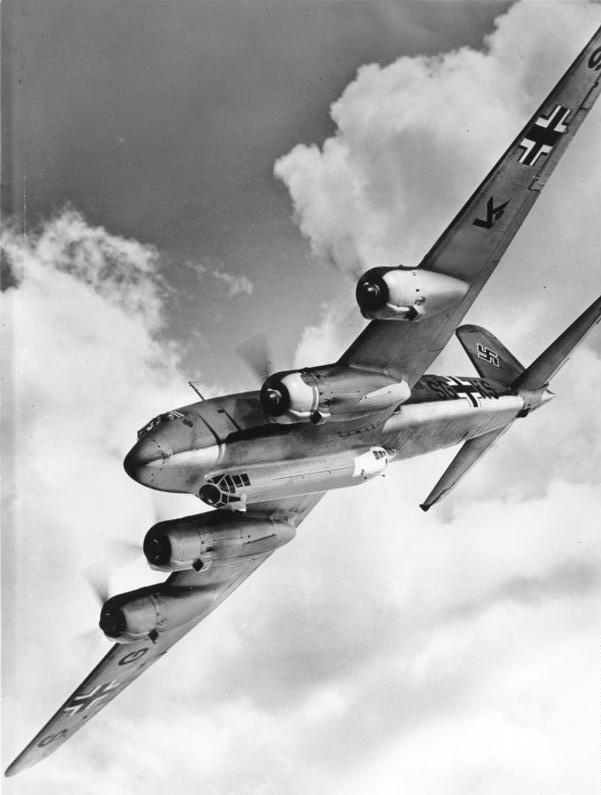
Um Focke-Wulf Fw 200 "Condor", usado para transporte aéreo e patrulhamento.

Outra falha foi não se empreender na criação de um corpo aéreo naval dedicado especificamente a missões aeronavais. Nesta altura dos acontecimentos, o general Felmy já tinha expressado desejo em construir um corpo aeronaval para apoiar as operações da Kriegsmarine no Oceano Atlântico e no Mar do Norte. A Grã-Bretanha era dependente de matérias-primas e mercadorias vindas do seu império e da América do Norte.

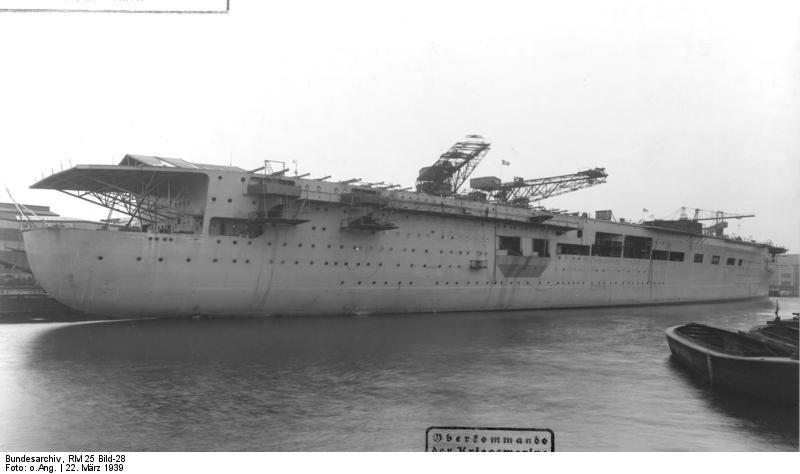
Graf Zeppelin (Kiel, Alemanha, 22 de março de 1939). Porta-aviões da Kriegsmarine que nunca entrou em operação.

Felmy fez questão de insistir neste assunto durante 1938 e 1939 e, no dia 31 de outubro de 1939, o Großadmiral Erich Raeder enviou uma carta a Göring a pedir apoio neste assunto. Os hidroaviões Heinkel He 115 e Dornier Do 18 existentes no início da guerra eram demasiado lentos e detinham um alcance muito curto; então, o contemporâneo hidroavião trimotor Blohm & Voss BV 138 tornou-se na principal plataforma de patrulha marítima da Luftwaffe, tendo sido fabricados quase 300 exemplares, capazes de voar uma distância de 4 300 km. Outro design da Blohm & Voss em 1940 foi o enorme BV 222 Viking, equipado com seis motores capazes de levar a aeronave a um alcance de 6 800 km. Raeder também queixou-se sobre o pobre desenvolvimento dos torpedos aéreos, embora o seu design e desenvolvimento fosse uma responsabilidade da Kriegsmarine, tendo considerado a possibilidade de produção de torpedos japoneses, como os usados em Pearl Harbor.

Sem aeronaves especializadas em patrulha marítima, quer aviões quer hidroaviões, a Luftwaffe viu-se forçada a improvisar. A fuselagem do Focke-Wulf Fw 200 Condor - criada para servir de aeronave civil de transporte de passageiros - fez com que a aeronave sofresse de falta de integridade estrutural para manobras de combate a baixas altitudes, fazendo com que o avião fosse incapaz de ser usado como bombardeiro. Voava também a uma velocidade demasiado baixa e não detinha uma protecção e uma armadura digna de uma aeronave militar. Contudo, este gigante foi adaptado para missões de reconhecimento de longo alcance e missões antinavio; entre agosto de 1940 e fevereiro de 1941, o Fw 200 afundou 85 embarcações, num total de 363 000 toneladas. Se a Luftwaffe tivesse focado parte do seu esforço na aviação naval - particularmente em aeronaves de patrulha marítima e antinavio - a Alemanha poderia ter alcançado uma posição para ganhar a Batalha do Atlântico. Contudo, Reader e a marinha alemã não conseguiram chamar à atenção o suficiente ao alto comando e ao governo para investir na aviação naval. Importante também será dizer que Göring, na sua perspectiva, via qualquer tentativa de desenvolvimento da aviação vinda dos outros ramos como uma ofensa à sua autoridade, tendo sido um factor importante nos contínuos falhanços da marinha em desenvolver a sua própria frota aérea. 

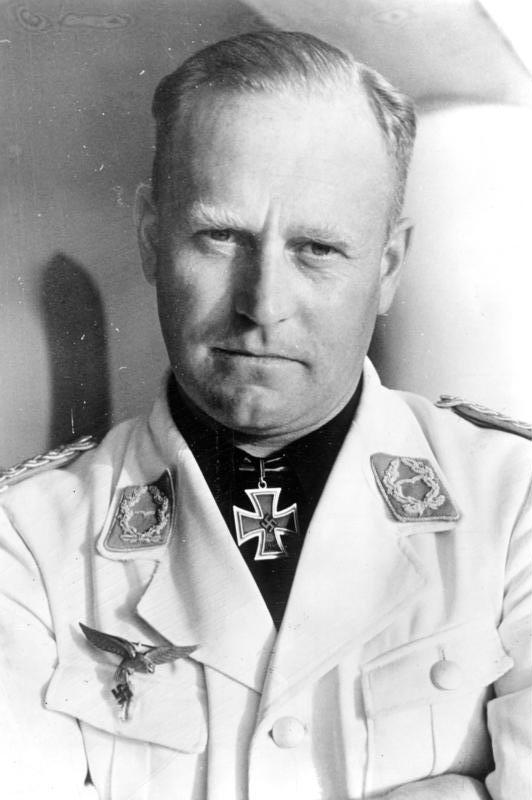
Oberst Edgar Petersen, chefe da rede de complexos de testes da Luftwaffe na Segunda Guerra Mundial.

A ausência de uma força de bombardeiros estratégica para a Luftwaffe, depois da morte do General Wever em 1936 e o encerramento do programa Bombardeiro Ural, não voltaria a ser assunto de conversa até à autorização do concurso do Bombardeiro B em Julho de 1939, que visava em substituir o conceito Schnellbomber por aviões bimotor mais avançados e velozes, havendo planos para uma total substituição de todos os bombardeiros rápidos dos anos 30. Na primavera de 1942 começou o programa Amerika Bomber, que também buscava um bombardeiro estratégico para a Luftwaffe, cuja prioridade de design era o alcance transoceânico, sendo o principal objectivo do projecto a realização de um ataque directo aos Estados Unidos a partir de uma base na Europa ou nos Açores. Inevitavelmente, tanto o Bombardeiro B como o Amerika Bomber foram vitimas da insistência da Wehrmacht em querer que a Luftwaffe tivesse, como missão principal, que apoiar as operações do exército, e dos devastadores bombardeamentos ingleses e americanos nas indústrias aeronáuticas alemãs, que além de diminuir a produção, por vezes destruíam importantes centros de pesquisa e desenvolvimento.

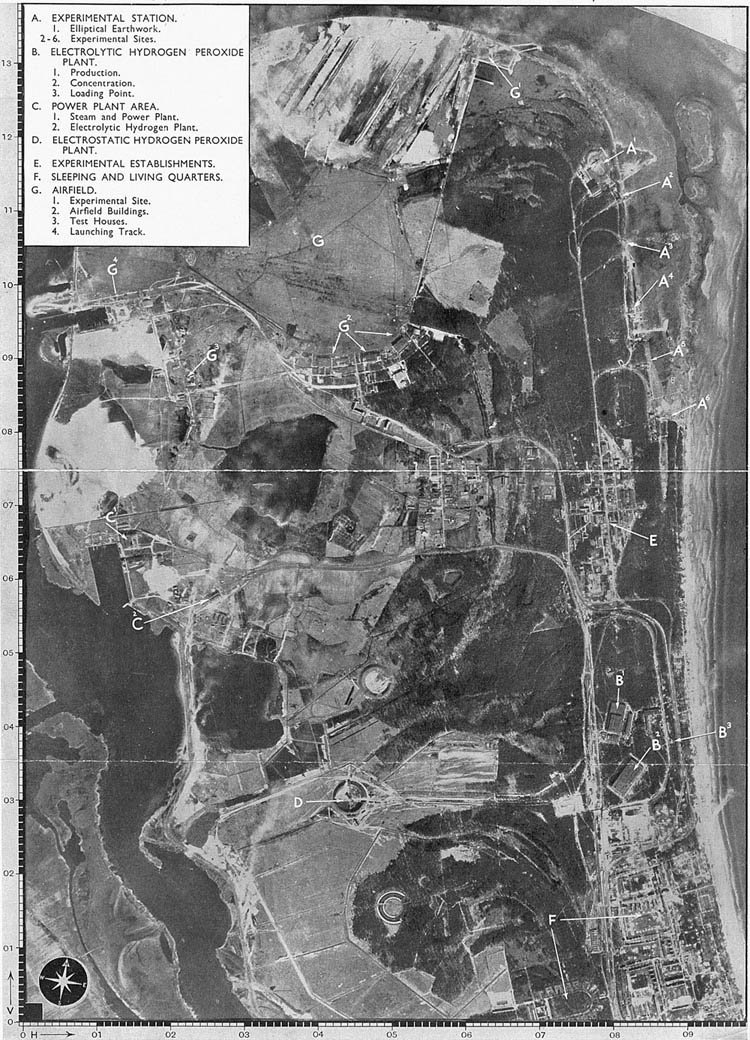
Vista aérea do complexo de Peenemünde obtida na Operação Hydra.

A aparente falta de um departamento técnico ou táctico dedicado do RLM, que estivesse directamente em contacto com pilotos de combate para atender às suas necessidades de armamento e conselhos tácticos, nunca tinha sido seriamente encarada como uma necessidade para o corpo aéreo alemão. O RLM tinha um Technisches Amt (Departamento Técnico) para se ocupar das questões tecnológicas aeronáuticas, mas esta tarefa englobava tanto a aviação militar como a aviação civil, não havendo registo de alguma vez ter tido um consultor ou qualquer tipo de ligação com as forças da linha da frente. Para o problema de atender aos pedidos e conselhos de quem combatia na linha da frente, a Luftwaffe tinha um sistema relativamente eficiente de ligação entre as necessidades da linha da frente e os fabricantes: quatro centros de testes aeronáuticos; três destes encontravam-se localizados em zonas costeiras: Peenemünde-Oeste, Tarnewitz e Travemünde, enquanto o quarto localizava-se em Rechlin, que já existia como base aérea desde Agosto de 1918. Como resultado da falta de coordenação entre o RLM e o OKL, todo o desenvolvimento aeronáutico foi orientado para aeronaves de curto alcance (que podiam ser produzidas em grande escala), em vez de aeronaves de qualidade e longo alcance, algo que custou a Batalha da Grã-Bretanha à Luftwaffe. Os níveis de desenvolvimento e produção de aeronaves só conseguiram satisfazer na totalidade as necessidades da linha da frente em 1944. A prioridade de produção de caças foi somente foi concedida em 1944; Adolf Galland afirmava que esta prioridade deveria ter sido dada pelo menos um ano antes. Galland também apontava para os erros e falhas na orientação do desenvolvimento do Me 262 - que incluíam o prolongamento do tempo de desenvolvimento necessário para que os seus motores Junkers Jumo 004 pudessem melhorar a sua fiabilidade - significando que o Me 262A poderia ter entrado ao serviço da Luftwaffe antes da recta final de 1943 se tais falhas tivessem sido eliminadas, quando o resultado da guerra ainda não era certo para nenhum dos lados.
As aeronaves que a Luftwaffe continuava a usar tinham sido criadas nos anos 30, algumas até com design obsoleto como o Junkers Ju 87, sendo também de referir que, apesar de constantes melhoramentos, o próprio Messerschmitt Bf 109 não deixava de ser um design da primeira metade dos anos 30.

### Falhas de produção

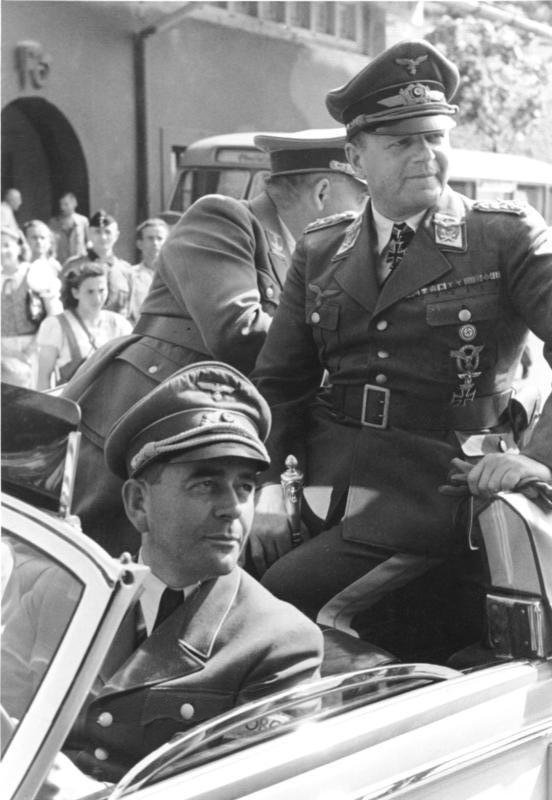
Erhard Milch (em cima) e Albert Speer (em baixo), os dois responsáveis por evoluir a Luftwaffe na transição de força aérea relâmpago para uma força aérea capaz de combater em campanhas de longa duração.

Os problemas na produção aeronáutica alemã começaram a tornar-se evidentes a partir do início da Batalha da Grã-Bretanha. No final de 1940, a Luftwaffe havia sofrido baixas terríveis e necessitava de se reagrupar e rearmar. A entrega de novas aeronaves não era suficiente para compensar as perdas; a Luftwaffe, ao contrário da RAF, não estava a conseguir aumentar o número de pilotos e aeronaves. Este problema deve-se, parcialmente, à falta de planeamento da produção e às exigências do exército. No verão de 1940 a indústria aeronáutica alemã estava a ser ultrapassada. Em termos de produção de aviões de caça, a Grã-Bretanha excedia a sua produção necessária em 43%, enquanto os alemães ficavam 40% atrás dos britânicos. De facto, a produção de caças caiu de 227 por mês para 177 entre julho e setembro de 1940. Uma das muitas razões para o insucesso da Luftwaffe em 1940 foi a ausência de meios operacionais e materiais para destruir a indústria aeronáutica britânica.
Apesar destes números, nenhum esforço foi feito para resolver o problema da baixa produção da indústria alemã para atender às necessidades da linha da frente que combatia os britânicos. Em 1941 Erhard Milch reformou vários sectores da Luftwaffe e aumentou os números de produção; neste ano, uma média de 981 aeronaves (incluindo 311 aviões de caça) foram produzidos todos os meses. Em 1942 estes números aumentaram para 1296, dos quais 434 eram caças. O plano de Milch para aumentar a produção tinha sido inicialmente rejeitado, porém, em Junho, foram-lhe concedidos materiais para 900 caças por mês. Por volta do inverno de 1941-1942, apenas 39% da força de caças estava operacional e possuía apenas mais 60 caças que em junho de 1941. Ao longo de 1942, a produção de caças da Luftwaffe era superada em 250% pela britânica, e a produção de bimotores em 196%.
A nomeação de Albert Speer como Ministro do Armamento aumentou a produção dos designs existentes e alguns designs que haviam sido criados no início da guerra. Contudo, a intensificação dos bombardeamentos aliados causou uma dispersão da produção, forçando-a a estar espalhada por vários locais por toda a Alemanha, o que impediu uma eficiente aceleração de produção e expansão. A produção de aeronaves alemã atingiu o número de 36 000 aeronaves de combate em 1944. Contudo, na altura em que este impressionante número foi atingido, a Luftwaffe sofria de falta de combustível e pilotos treinados para fazer deste número uma realidade que os aliados receassem. Esta falha em maximizar a produção imediatamente a seguir às derrotas na União Soviética e no norte de África asseguraram mais um factor que contribuiu para a derrota da Luftwaffe entre o período de setembro de 1943 e fevereiro de 1944. Embora tenha havido vitórias tácticas, a Luftwaffe não conseguiu alcançar uma vitória clara e decisiva. Quando finalmente a produção atingiu níveis aceitáveis, seria demasiado pouco, demasiado tarde.

### Desenvolvimento de motores

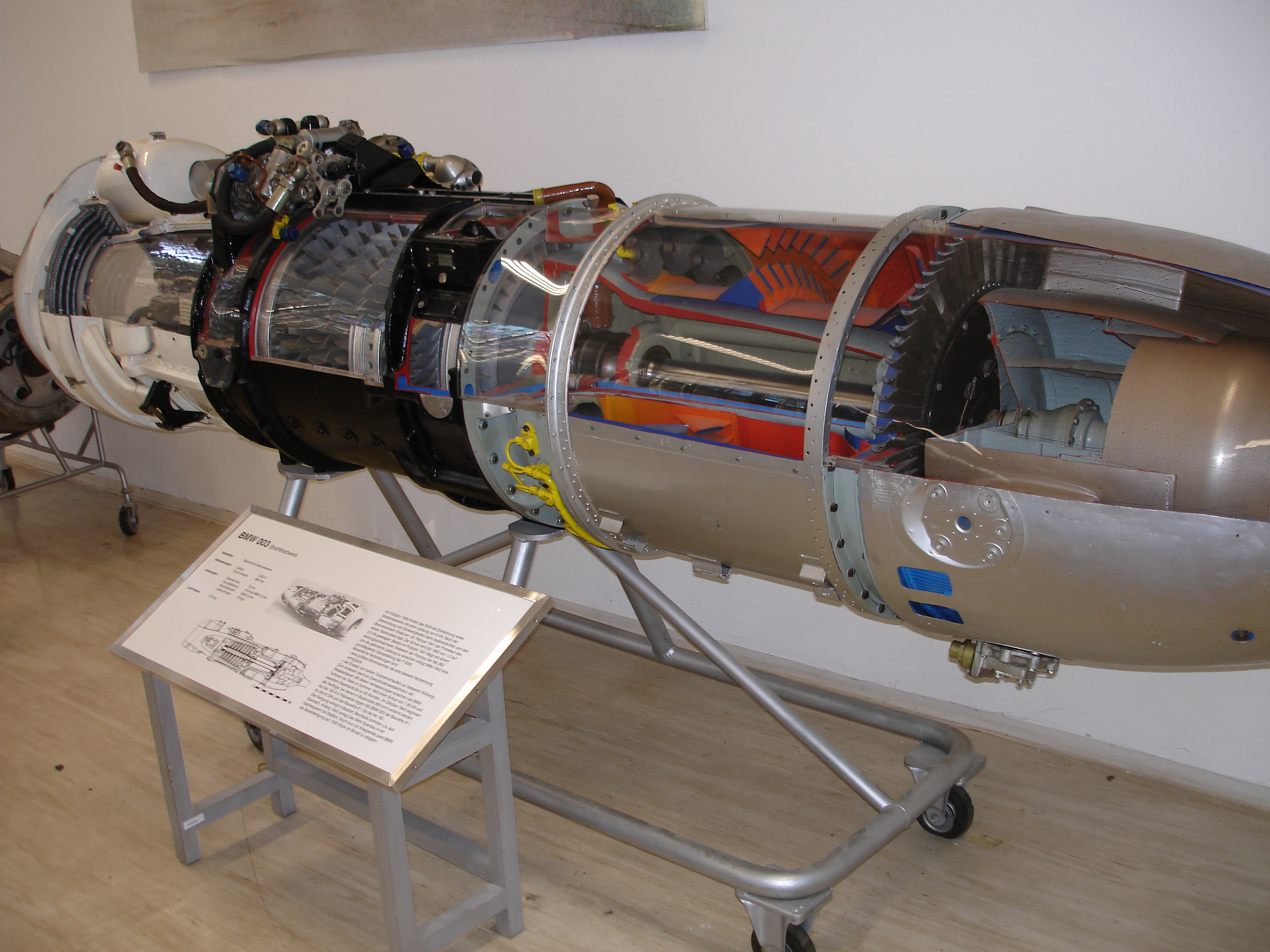
BMW 003, o motor a jato usado numa das aeronaves revolucionárias da Luftwaffe, o Heinkel He 162.

Um dos factores chave para a criação de um motor a pistão cada vez mais avançado para aeronaves de combate (não só os caças monomotor, mas também em outros aviões bimotor) foi que as firmas de desenvolvimento e construção de motores da Alemanha Nazi nunca tiveram os materiais, e menos que isso, o conhecimento processual que os seus inimigos tinham. A indústria de motores britânica era tão capaz quanto a norte-americana, produzindo dois excelentes designs de alta potência de válvula de manga e motor em H de 24 cilindros, o Napier Sabre, e o motor de 18 cilindros Bristol Centaurus permitiu às aeronaves dos aliados dar um salto em frente em termos de potência. Isto tudo, mais os números impressionantes de aeronaves e motores que os soviéticos estavam a produzir, estavam a gastar a máquina de guerra aérea alemã. Enquanto isto, tentando manter a passada dos seus adversários, a Alemanha produzia os motores BMW 802 de 18 cilindros e o Junkers Jumo 222 de 24 cilindros, que apesar do esforço e de terem sido produzidas quase 300 unidades, nunca entrou verdadeiramente em operação; o desenvolvimento destes motores, nos últimos meses de guerra, foi parado em prol do desenvolvimento do Junkers Jumo 213. O maior motor V12 invertido construído na Alemanha foi o Daimler-Benz DB 603.
A natureza pioneira da tecnologia dos motores a jato nos anos 40 resultou em vários problemas no desenvolvimento dos motores a jato alemães a verem-se produzidos em massa: o Jumo 004 e o BMW 003. O Heinkel HeS 011, embora tenha visto 19 unidades produzidas, também nunca saiu da fase de testes. Mesmo com graus de sucesso no design e desenvolvimento de motores de aeronaves, as propostas de design de aeronaves para assumirem o papel de aviões de combate da Alemanha, no período entre 1943 e 1945, centravam-se à volta do uso de motores Jumo 222 ou HeS 011 para a sua propulsão.

### Selecção e treino de pilotos

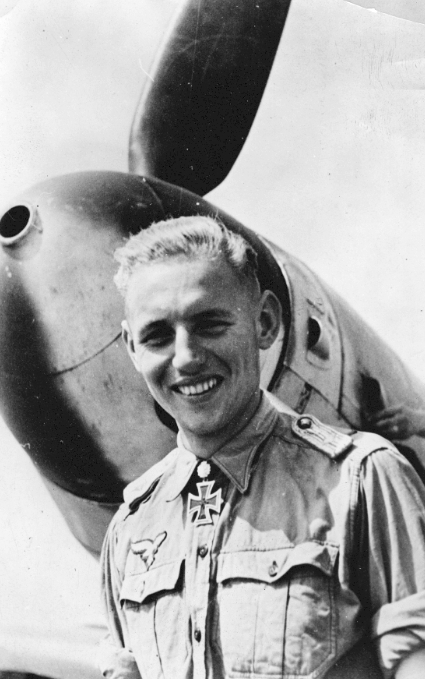
Erich Hartmann (1922-1993) tido como o maior Ás da aviação em toda a história do combate aéreo com 352 vitórias confirmadas.

O braço de bombardeiros recebeu prioridade do alto comando e, por isso, recebeu mais pilotos e melhor formação. Com o passar do tempo, pilotos de caças começaram a escassear. Quando, a meio da guerra, começou a haver uma mudança no rumo para a produção de mais aviões de caça, as escolas de pilotagem de caça receberam prioridade tarde demais. A Luftwaffe, argumentava o OKW, ainda era uma arma ofensiva, e a sua missão principal seria produzir pilotos de bombardeiros e aeronaves de bombardeio. Esta atitude manteve-se até à segunda metade de 1943. Durante a Defesa do Reich em 1943 e 1944, não havia pilotos formados nem experientes o suficiente para fazer a rotatividade de pilotos em missões; à medida que os pilotos aumentavam cada vez mais o número de missões e horas semanais de voo, a qualidade do treino e instrução dos novos pilotos deteriorou-se rapidamente. Mais tarde, a situação agravou-se ainda mais quando o combustível para aeronaves começou a ser racionado nas escolas de pilotagem, provocando um peso enorme nos ombros dos pilotos mais experientes e uma total falta de rotatividade de missões.

### Má liderança no campo
Na fase inicial da guerra, muitos comandantes mais velhos foram substituídos por comandantes mais novos num ritmo demasiado rápido. Estes comandantes mais jovens aprenderam "no campo" em vez de receber qualificação. O treino e formação de comandantes apenas começou a ser obrigatório a partir de 1943, altura em que a guerra já entrava na fase final e a Luftwaffe era esticada ao máximo por todo o continente. Assim, a Luftwaffe viu-se sem uma ligação entre formação e experiência.
Além disso, o alto comando da Luftwaffe levou a cabo uma filosofia, desde o início de guerra, de que não seria necessário substituir na totalidade a perda de vários comandantes pois a guerra seria rápida, e as campanhas um relâmpago, o que acabou por não acontecer. Numa altura em que começou a haver protestos sobre como a formação e substituição de pessoal estava a ser levada a cabo, Hans Jeschonnek, Chefe de Estado-maior da Luftwaffe, disse "Primeiro temos que derrotar a Rússia, e só depois poderemos começar a treinar!".

## Forças terrestres da Luftwaffe

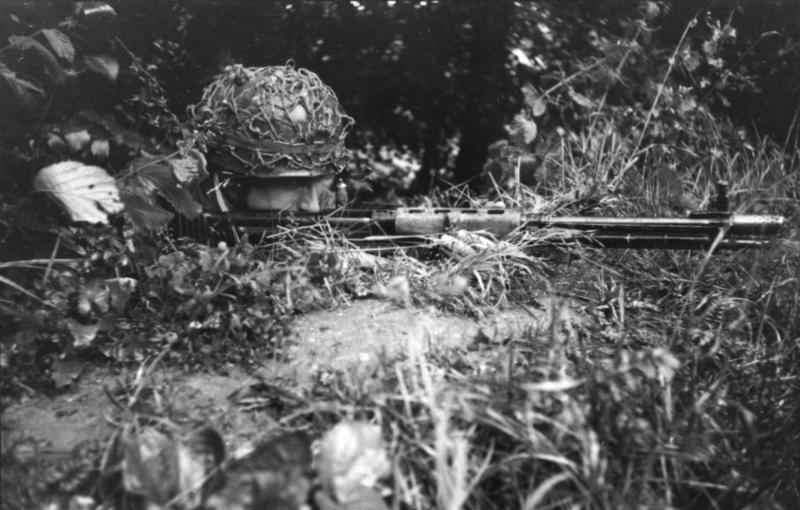
Um pára-quedista camuflado, apontando a sua espingarda automática.

Uma das características da Luftwaffe (uma que não partilhava com mais nenhuma outra força aérea) era que tinha, em seu comando, uma força de paraquedistas militares chamada Fallschirmjäger. Esta força, criada em 1938, entrou em acção operacional em 1940-1941. Estes paraquedistas desempenharam várias missões notáveis durante a guerra, sendo uma delas a captura de uma fortaleza do Exército Belga durante a Batalha da Fortaleza de Eben-Emael e a prestação durante a Batalha de Haia, em maio de 1940. Já em maio de 1941, durante a Batalha de Creta, apesar de mais de 4 000 paraquedistas terem morrido durante toda a operação, o contributo dos paraquedistas para o sucesso alemão na operação ficou na memória como um dos maiores ataques da história com tropas paraquedistas. Por causa do número de baixas em Creta, o treino de forças paraquedistas continuou a realizar-se, porém a sua acção no campo começou a ser limitada a operações de pequena escala, como o resgate bem sucedido de Benito Mussolini da prisão de Gran Sasso, em 1943. Após este resgate, vários paraquedistas continuaram a efectuar missões especiais, em todas as frentes, até ao final da guerra, enquanto a maioria foi usada para formar as Divisões de Campo da Luftwaffe, que lutavam com o exército no terreno.
A partir de 1943, a Luftwaffe também teve uma divisão paraquedista motorizada, denominada Fallschirm-Panzer-Division 1. Hermann Göring, que se tornou num Panzerkorp em 1944.

## Crimes de guerra

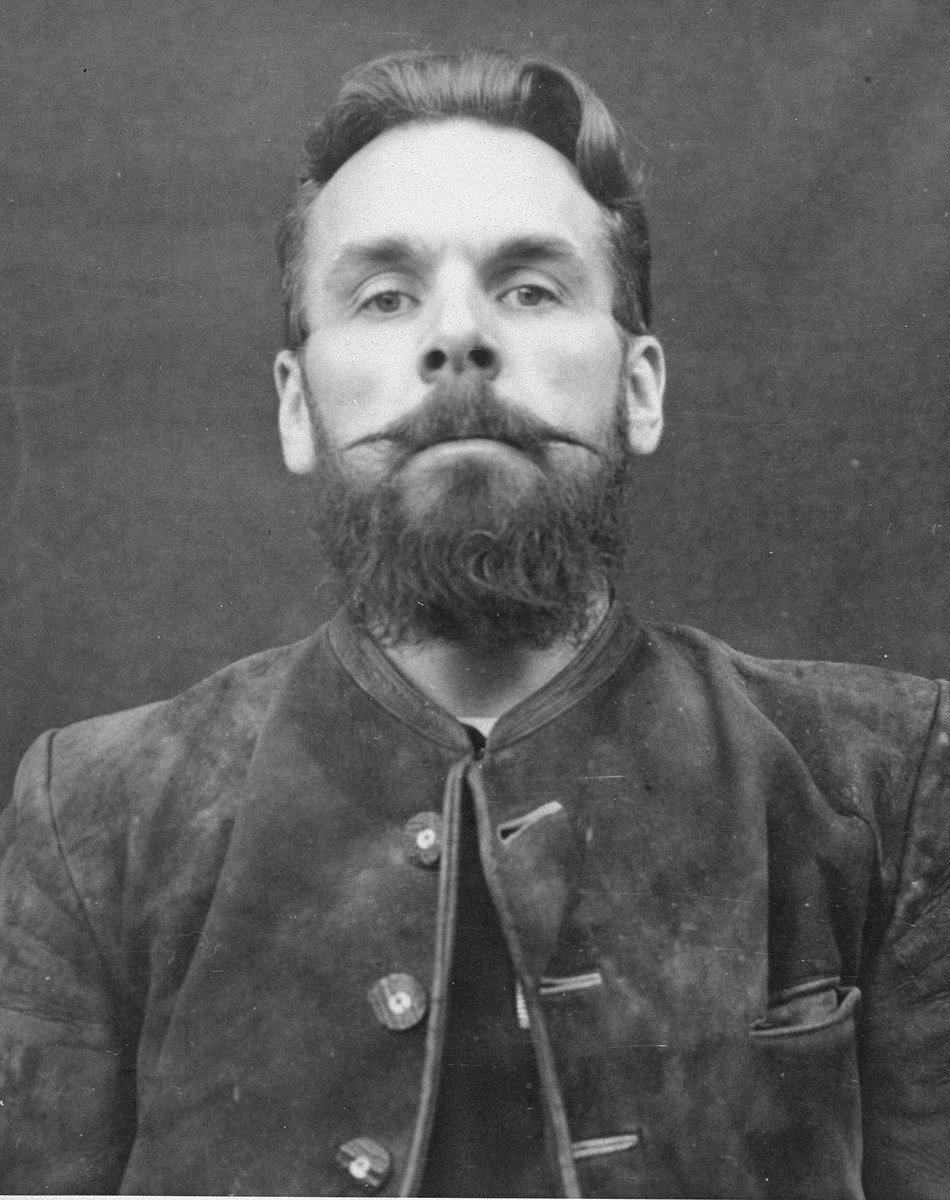
Wolfram Sievers, um dos nazis envolvidos nas experiências de congelamento. Depois da guerra, foi julgado e condenado à morte.

Durante o desenrolar da guerra vários civis e prisioneiros de guerra foram usados em experiências médicas e científicas para testar equipamento da Luftwaffe. Não se sabe ainda ao certo se estas experiências foram levadas a cabo por pessoal da Luftwaffe ou sob ordens do OKL. Estes testes foram classificados como crimes de guerra em nome da Luftwaffe. Várias empresas aeronáuticas, como por exemplo a Heinkel, quer na produção de motores, peças ou aeronaves, usaram trabalho escravo de vários campos de concentração. Já o próprio estado alemão autorizou o uso de mão de obra forçada na construção de complexos e fábricas, como o complexo REIMAHG, um centro de produção escavado por baixo de uma montanha para produzir o tão necessitado Messerschmitt Me 262, onde pereceram cerca de 991 trabalhadores forçados.

### Experiências em humanos
Em 1941, foram realizadas experiências com o objectivo de descobrir meios de evitar e prevenir a hipotermia. Estas experiências foram conduzidas sob ordens do alto comando para simular as condições que militares poderiam sofrer na Frente Oriental, dado que as forças alemãs estavam mal preparadas para combater o frio de inverno russo. Vários militares faleceram devido à hipotermia durante a Batalha de Inglaterra, quando aviões ficavam sem combustível ou se despenhavam no Canal da Mancha ou no Mar do Norte. Os principais locais onde se realizaram estas experiências foram Dachau e Auschwitz. O Dr. Sigmund Rascher, um doutor da SS, reportou directamente ao Reichsführer-SS Heinrich Himmler e publicou os resultados das suas experiências de congelamento na conferência médica de 1942 intitulada "Problemas Médicos Decorrentes do Mar e do Inverno". Aproximadamente 100 pessoas são relatadas como tendo morrido por causa destas experiências.
No início de 1942, prisioneiros de Dachau foram usados por Rascher em experiências para aperfeiçoar assentos ejectores em altas altitudes. Uma câmara de baixa pressão, contendo estes prisioneiros, foi usada para simular as condições a uma altitude de 20 mil metros. Dos 200 objectos de estudo, 80 morreram durante os testes, enquanto os outros foram posteriormente executados.